# Club Bàsquet Tarragona
El Club Bàsquet Tarragona, és un club de bàsquet tarragoní. Amb més de 30 anys d'història, el club ha jugat en diverses ocasions l'ascens a la lliga ACB i és el club de les comarques de Tarragona amb millor palmarès.

## Temporades
| Temporada | Grup | Categoria  | Posició | Post-temporada    | Copa                 | TR    | PO  | Copa | Total |
| --------- | ---- | ---------- | ------- | ----------------- | -------------------- | ----- | --- | ---- | ----- |
| 1990–91   | 3    | 2a Divisió |         | Playoffs promoció | −                    |       |     |      | −     |
| 1991–92   | 3    | 2a Divisió |         | Playoffs promoció | −                    |       |     |      | −     |
| 1992–93   | 2    | 1a Divisió | 14      | −                 | −                    | 19–11 | 4–2 | –    | 23–13 |
| 1993–94   | 2    | 1a Divisió | 17      | –                 | –                    | 8–22  | –   | –    | 8–22  |
| 1994–95   | 2    | EBA        | 1       | Segona fase       | –                    | 18–8  | 5–5 | –    | 23–13 |
| 1995–96   | 3    | EBA        | 13      | Descens           | –                    | 13–17 | –   | –    | –     |
| 1996–97   | 3    | EBA        | 11      | Playoffs descens  | –                    | –     | –   | –    | –     |
| 1997–98   | 3    | EBA        | 10      | Playoffs descens  | –                    | 10–16 | –   | –    | –     |
| 1998–99   | 3    | EBA        | 8       | –                 | –                    | 16–14 | –   | –    | 16–14 |
| 1999–00   | 3    | EBA        | 8       | –                 | –                    | 10–16 | –   | –    | 10–16 |
| 2000–01   | 3    | LEB 2      | 3       | Semifinalista     | Campió Copa LEB 2    | 21–9  | 5–5 | 2–0  | 28–14 |
| 2001–02   | 3    | LEB 2      | 2       | Promoció          | Finalista Copa LEB 2 | 22–8  | 6–4 | 1–1  | 29–13 |
| 2002–03   | 2    | LEB Oro    | 12      | –                 | –                    | 12–18 | –   | –    | 12–18 |
| 2003–04   | 2    | LEB Oro    | 13      | –                 | –                    | 15–19 | –   | –    | 15–19 |
| 2004–05   | 2    | LEB Oro    | 7       | Quart-finalista   | –                    | 18–16 | 1–3 | –    | 19–19 |
| 2005–06   | 2    | LEB Oro    | 7       | Quart-finalista   | –                    | 17–17 | 0–3 | –    | 17–20 |
| 2006–07   | 2    | LEB Oro    | 18      | Descens           | –                    | 11–23 | –   | –    | 11–23 |
| 2007–08   | 3    | LEB Plata  | 10      | –                 | –                    | 17–17 | –   | –    | 17–17 |
| 2008–09   | 3    | LEB Plata  | 3       | Finalista         | –                    | 17–13 | 4–2 | –    | 21–15 |
| 2009–10   | 2    | LEB Oro    | 16      | Playoffs descens  | –                    | 12–22 | 3–1 | –    | 15-23 |
| 2010–11   | 2    | LEB Oro    | 13      | –                 | –                    | 12–22 | –   | –    | 12–22 |
| 2011–12   | 2    | LEB Oro    | 16      | Playoffs descens  | –                    | 11–23 | 3–0 | –    | 14–23 |
| 2012–13   | 4    | EBA        | 1       | Playoffs promoció | –                    | 25–5  | –   | –    | –     |
| 2013–14   | 4    | EBA        | 3       | Playoffs promoció | -                    | 14-6  | 2-1 | –    | –     |
| 2014–15   | 3    | LEB Plata  | 10      |                   | -                    | 12-6  | –   | –    | –     |
| 2015–16   | 3    | LEB Plata  | 4       | Semifinalista     | -                    | 14-12 | 3-3 | –    | –     |

## Palmarès
- Copa LEB Plata (2001)

## Dorsals retirats
- 5  Berni Álvarez (1992–95, 2004–07, 2008–10)